# 긱 노동자

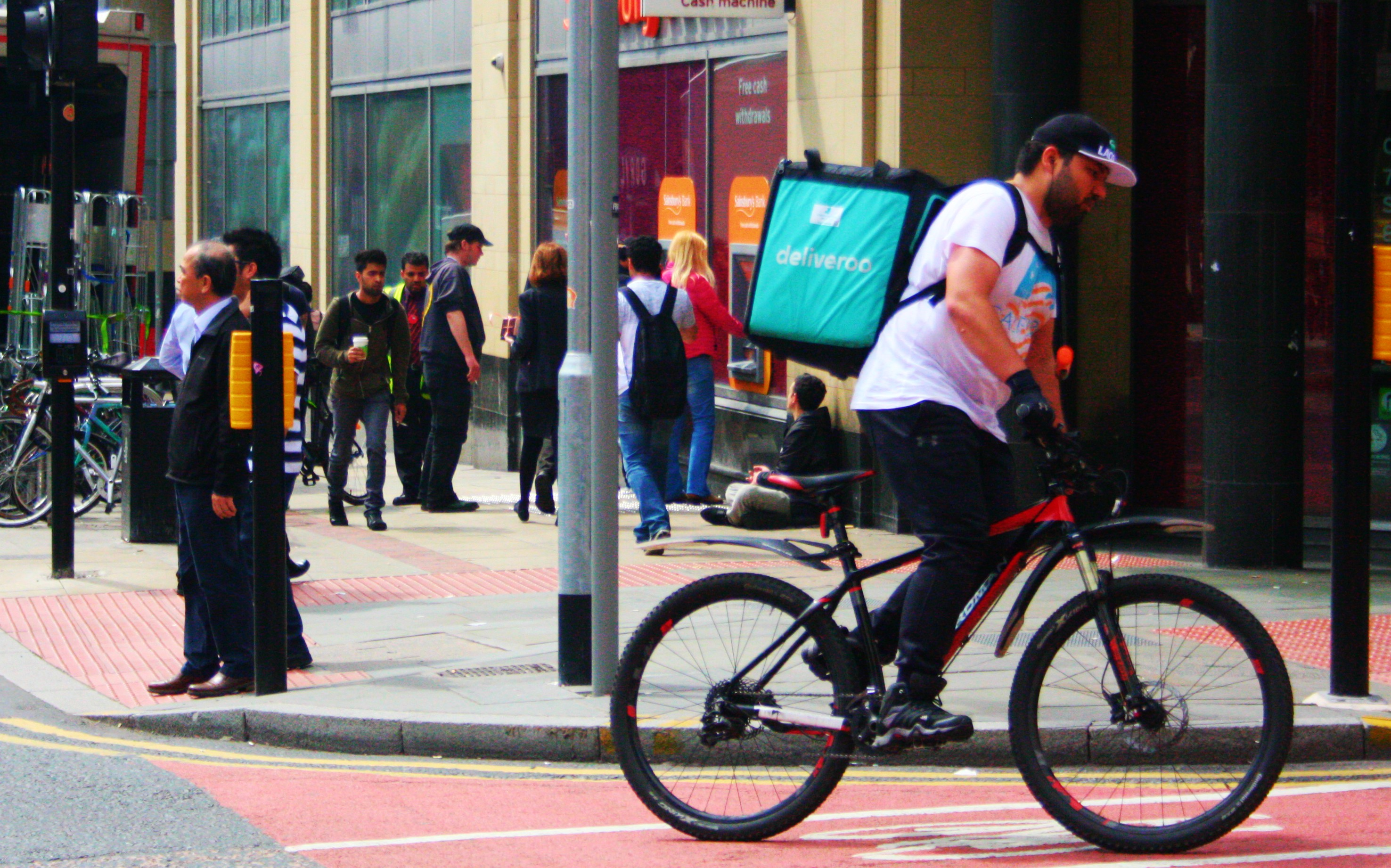
잉글랜드 맨체스터의 딜리버루 자전거 배달 운전자

긱 노동자(gig worker)는 독립 계약자(independent contractor), 온라인 플랫폼 노동자(online platform worker), 외주업체 노동자(contract firm worker), 호출 대기 노동자(on-call worker), 임시직 노동자(temporary worker; 비정규직)를 가리킨다. 긱 노동자는 작업 주문 회사(on-demand company)들과 공식 계약을 맺고 회사의 고객들에게 서비스를 제공한다.

## 같이 보기
- 비공식 부문
- 플랫폼 경제
- 불안정 노동
- 프레카리아트
- 농노제
- 탕핑족